# Daniel-André Tande
Daniel-Andre Tande (n. 24 ianuarie 1994, Narvik, Nordland, Norvegia) este un săritor cu schiurile norvegian.

## Cariera
Prima competiție de la Cupa Mondială a lui Daniel Andre Tande a fost la Bad Mittendorf la 11 ianuarie 2014.
La 25 noiembrie 2014, a obținut prima victorie la Cupa Mondială, la Klingenthal.
La Jocurile Olimpice de iarnă din 2018 a câștigat medalia de aur cu echipa Norvegiei.

## Cupa Mondială

### Clasamente
| Sezon   | Total | SF | 4H |
| ------- | ----- | -- | -- |
| 2013–14 | 64    | 22 | –  |
| 2014–15 | 45    | 42 | 40 |
| 2015–16 |       |    | 24 |

### Victorii
| No. | Sezon   | Data              | Localitate  | Trambulină            | Mărime |
| --- | ------- | ----------------- | ----------- | --------------------- | ------ |
| 1   | 2015–16 | 22 noiembrie 2015 | Klingenthal | Vogtland Arena HS 140 | LH     |